# فيليب ناش
فيليب نـاش (20 سبتمبر 1906 في المملكة المتحدة - 8 ديسمبر 1982 في المملكة المتحدة) (بالإنجليزية: Philip Nash)‏ هو لاعب كريكت بريطاني (وحمل سابقاً جنسية المملكة المتحدة لبريطانيا العظمى وأيرلندا). لعب مع Berkshire County Cricket Club ‏ ونادي الكريكت في جامعة أكسفورد ‏.

## وصلات خارجية
- فيليب نـاش على موقع إي آس بي آن كريك إنفو (الإنجليزية)